# イージスガンダム
イージスガンダム (AEGIS GUNDAM) は、コズミック・イラ (C.E.) 年代を舞台とする「ガンダムSEEDシリーズ」の第1作として2002年 - 2003年に放送されたテレビアニメ『機動戦士ガンダムSEED』に登場する架空の兵器。「ガンダムシリーズ」で主流となっている人型ロボット兵器「モビルスーツ 」(MS) の1機で、作中勢力のひとつである地球連合軍が開発した5機の試作機のうち、高速戦闘用のモビルアーマー (MA) 形態に変形する可変機。作中序盤で敵国家であるプラントの軍隊「ザフト」に強奪され、キラ・ヤマトと並ぶもうひとりの主人公であるザフト兵士アスラン・ザラの搭乗機となる。名称の「イージス」はギリシア神話に登場する防具の「アイギス」に由来する。作品の公式ウェブサイトやメディア、関連商品では「イージスガンダム」と公称されるが、作中ではほかの同型機とともに固有名の「イージス」が正式名称となる。
メカニックデザインは大河原邦男。
当記事では、公式外伝の『機動戦士ガンダムSEED C.E.73 Δ ASTRAY』に登場する派生機ロッソイージスの解説も行う。

## 設定解説
地球連合加盟国である大西洋連邦が、オーブ連合首長国公営企業モルゲンレーテ社の技術協力を受け、オーブ管轄の資源コロニー「ヘリオポリス」で極秘開発した5機の試作型MS（G兵器 / 初期GAT-Xシリーズ）の1機。
GAT-X機の内部骨格に採用されている3種のフレームのうち、ほかの2種とは根本的に構造が異なるX-300番台の可変フレームを採用しており、宇宙空間での高速戦闘や|対艦戦で力を発揮するMA形態への変形機能をもつ。なお後発のX-300系として、後期GAT-Xシリーズのレイダー系列などが存在するが、X-100系、X-200系のような構造の一貫性はなく、あくまで「MA形態への可変機構を備えた機体が属するカテゴリー」と位置づけられている。また、ほかの初期GAT-X機の指揮官機としての役割から、頭部には通信・分析機能を強化した大型の多目的センサーユニットが搭載されており、「イージス」の名もこれに由来している。
MA形態は、上下左右の手足が対称形状となった両手脚を進行方向に伸ばした巡航形態と、手脚を広げて腹部内蔵式のエネルギー砲「スキュラ」を露出させた攻撃形態に分けられ、推力の一点集中と前面投影面積の縮小を成した巡航形態で高速突撃を仕掛け、目標到達後に手脚を開いて目標を攻撃または捕捉、そこからスキュラを零距離発射して完全に破壊する。また、MS形態は近接戦闘を考慮しており、敵の攻撃を回避して戦うことにも長けている。一方、同時期のGAT-X機と同様に大気圏内での飛行能力をもたないため、ザフトでの運用時はMS支援空中機動飛翔体のグゥルに乗って戦う。
初期GAT-X機としては最高の機動性と火力をもつ一方で、機体構造の複雑さからくる生産性・運用面の負担に見合う利点のなさから、直系の量産機や後継機にとぼしい。ただしザフトは、強奪後の本機の可変機構を踏襲した核動力機のリジェネレイトを開発し、第1次連合・プラント大戦後のC.E.73年では、何らかの可変機構を導入したセカンドステージシリーズ5機が開発される。さらに本来の開発元である地球連合軍でも、後述の改修機であるロッソイージスが配備される。

### 武装
75mm対空自動バルカン砲塔システム イーゲルシュテルン
系列機のデュエルやストライクにも採用された、両側頭部の実弾式機関砲。目標の補足・追尾・射撃まで自動化され、対歩兵・ミサイル・航空兵力・車両に対して使用される。
60mm高エネルギービームライフル
MS形態の主力火器。本機が得意とする強襲戦闘のために、ストライクやデュエルのライフルよりも大口径かつ高威力となっている。不使用時やMA形態時は右腰のバインダーに懸架される。
ビームサーベル
両腕・両脚のクローに内蔵された接近戦用装備で、ほかの初期GAT-X機が装備するものよりも高出力。MA形態でも使用する目的で、直接クローからビーム刃を発生する方式となっており、両形態において4基すべてのサーベルを展開した格闘戦も行う。
対ビームシールド
対ビームコーティングされた左腕の防御装備。MA形態時に邪魔にならないよう小型化されているが、ほかの系列機に採用されたシールドと同程度の防御力を保っている。不使用時およびMA形態時には左腰のバインダーに懸架される。
『SEED』第30話（リマスター版28話）ではスカイグラスパー2号機（トール・ケーニヒ機）を撃墜するために投擲されたまま放置され、プロモーションアニメ『機動戦士ガンダムSEED RED FRAME』では、ジャンク屋組合のオークションにが出品される場面がある。
580mm複列位相エネルギー砲「スキュラ」
MA形態専用の大口径エネルギー砲。戦艦を一撃で沈めるほどの威力をもち、MA形態のクローで敵を捕縛してからの射撃で撃破する戦法を採る。

## 劇中での活躍
C.E.71年1月25日、ヘリオポリスを襲撃したザフト軍のクルーゼ隊によって強奪された。以降は奪取時のパイロットであったアスラン・ザラの専用機として、同じく強奪した3機と共に地球連合軍の新型艦アークエンジェルや唯一強奪を免れたストライクと、四対一のガンダム戦を繰り広げていく。
C.E.71年4月17日、オーブ近海の孤島にてストライクと激闘を繰り広げ（この戦闘では頭部と左腕を切り飛ばされている）、MA形態で組み付きその状態でスキュラでとどめを刺そうとするが発射直前にフェイズシフトダウンを起こし失敗。急遽そのままの状態でストライクを巻き添えに自爆し四散している。モルゲンレーテに回収されたストライクとは異なり、アスランがジャスティスでこの島を再訪した時（第38話）も頭部が砂浜に残されており、劇場版でも依然として放置されており、一瞬朽ち果てた姿が確認できる。
『ASTRAY』のプロモーションOVAでは、本機のシールドがジャンク屋組合のオークションに出品されている描写があるが、このシールドがアスランの使用していたトール機に投擲されたものと同一かは不明。劇中では「連合のMSが落としていった盾」と説明されている。
漫画『機動戦士ガンダムSEED Re:』において、大気圏内用の専用装備が登場。腹部のスキュラがMS形態でも使用可能となり、武装は大型化したビームライフルと3本のビームサーベルを追加したシールドに変更されている。このビームライフルとシールドはMA形態時での機首となり、ビームライフルはスキュラと連結された状態となる。また、左右のバインダーもレールガンの付いたウイングバインダーに換装されている。

## ロッソイージスガンダム
漫画『機動戦士ガンダムSEED C.E.73 Δ ASTRAY』に登場。デザインはビークラフトの新谷が担当している。

### 設定解説（ロッソ）
地球連合軍第81独立機動群「ファントムペイン」が、アクタイオン・インダストリー社を中心とした複数企業の技術協力を受け推進したエースパイロット用カスタマイズMS開発計画「アクタイオン・プロジェクト」にもとづき、イージスの再製造機を改修した機体。型式番号の「AA」は、「アドヴァンスト・アクセラレイション：Advanced Acceleration」の略であり、機体名の「ロッソ」はイタリア語の「赤」を意味する。パイロットはエミリオ・ブロデリック中尉。
頭部センサー強化のほかに内部機構がベース機よりもかなり複雑化し、背部に追加されたウイングバインダーによって大気圏内での飛行能力を獲得し、複数の新形態への変形が可能となっている。動力部分には核動力を組み込むための余剰スペースが存在し、僚機のネロブリッツと同様に非公然の存在であるファントムペインがユニウス条約違反に何の躊躇も持っていなかったことを証明する機体でもある。
変形パターンは通常のMS形態に加えて、ベース機と同様の「巡航形態」、ウイング自体を第5、第6の腕とした格闘強化型の「突撃形態」、MS形態のままでのスキュラ発射を可能とした「砲撃形態」、ウイングを水平展開してMS形態での汎用性と空戦能力を得た「飛行形態」、MSウイングを第3、第4の脚部にして山岳での移動能力を高めた「多脚形態」。の計5パターンを使い分ける。
従来と同型のビームライフルは2挺での使用が基本となり、懸架位置も撤去されたベース機の腰部バインダーの代わりに、副翼となる両腰スカートに変更されている。ビームサーベルは従来と同じ両手足に装備されているが、撤去されたクローの代わりに発生器が直付けされている。砲撃形態時のスキュラは、後期GAT-X機のフォビドゥンと同じ誘導装置が内蔵されたウイングの磁場干渉によって、ある程度の射線偏向を可能としている。

### 劇中での活躍（ロッソ）
同僚のダナ・スニップ中尉が搭乗するロブリッツとともにアグニス・ブラーエたちマーシャンの殲滅任務を受け、ファンフェルト・リア・リンゼイとデストロイを差し向けたあとに、マーシャン母艦のアキダリアを攻撃する。最終局面でターンデルタとガードシェルの連携に敗れ、パイロットのエミリオはジャンク屋組合に拘束される。